# NGC 1358
NGC 1358 ist eine Balken-Spiralgalaxie mit aktivem Galaxienkern vom Hubble-Typ SBa im Sternbild Eridanus am Südsternhimmel. Sie ist schätzungsweise 175 Millionen Lichtjahre von der Milchstraße entfernt und hat einen Durchmesser von etwa 110.000 Lj.
Im selben Himmelsareal befinden sich u. a. die Galaxien NGC 1346, NGC 1355, NGC 1376.
Das Objekt wurde am  5. Oktober 1785 von Wilhelm Herschel entdeckt.